# Subdivisions du Kenya

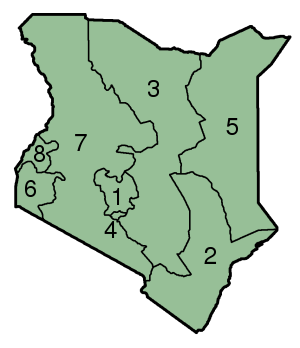
Carte des provinces numéroté du Kenya

## Hiérarchie administrative auKenya
- Comté (Jimbo)
  - District (Wilaya)
    - Division (Tarafa)
      - Localité (Mtaa)
        - Sous-localité (Kijiji)

Créé par la constitution du 4 août 2010, le comté possède un pouvoir exécutif dirigé par un gouverneur et un pouvoir législatif représenté par un parlement local tous deux élus par élection. Les hiérarchies subalternes n'ont qu'un pouvoir administratif.

## Ancienne hiérarchie
Jusqu'au 28 mars 2013, le premier degré de l'administration locale était la province (Mkoa). Celle-ci était dirigée par un commissaire nommé par le chef de l’État avec l’approbation du parlement monocaméral.